# Skate Canada Autumn Classic de 2014
O Skate Canada Autumn Classic de 2014 foi a primeira edição do Skate Canada Autumn Classic, um evento anual de patinação artística no gelo organizado pelo Skate Canada, e que fez parte do Challenger Series de 2014–15. A competição foi disputada entre os dias 15 de outubro e 16 de outubro, na cidade de Barrie, Canadá.

## Eventos
- Individual masculino
- Individual feminino
- Duplas
- Dança no gelo

## Medalhistas
| Evento                        | Ouro                                             | Prata                                           | Bronze                                                   |
| Individual masculino detalhes | Ross Miner · Estados Unidos                      | Nam Nguyen · Canadá                             | Jeremy Ten · Canadá                                      |
| Individual feminino detalhes  | Gabrielle Daleman · Canadá                       | Angela Wang · Estados Unidos                    | Julianne Séguin · Canadá                                 |
| Duplas detalhes               | Meagan Duhamel · Eric Radford · Canadá           | Haven Denney · Brandon Frazier · Estados Unidos | Jessica Calalang · Zack Sidhu · Estados Unidos           |
| Dança no gelo detalhes        | Gabriella Papadakis · Guillaume Cizeron · França | Piper Gilles · Paul Poirier · Canadá            | Laurence Fournier Beaudry · Nikolaj Sørensen · Dinamarca |

## Resultados

### Individual masculino
| Pos.              | Nome                | Nacionalidade  | Pontos | PC         | PL          |
| ----------------- | ------------------- | -------------- | ------ | ---------- | ----------- |
| Medalha de ouro   | Ross Miner          | Estados Unidos | 227.26 | 80.24 (1)  | 147.02 (2)  |
| Medalha de prata  | Nam Nguyen          | Canadá         | 225.63 | 66.08 (5)  | 159.55 (1)  |
| Medalha de bronze | Jeremy Ten          | Canadá         | 212.64 | 69.22 (3)  | 143.42 (3)  |
| 4                 | Timothy Dolensky    | Estados Unidos | 196.93 | 63.69 (8)  | 133.24 (4)  |
| 5                 | Ronald Lam          | Hong Kong      | 196.77 | 73.75 (2)  | 123.02 (9)  |
| 6                 | Kevin Reynolds      | Canadá         | 196.60 | 64.56 (7)  | 132.04 (5)  |
| 7                 | Denis Margalik      | Argentina      | 193.44 | 61.94 (9)  | 131.50 (6)  |
| 8                 | Alexander Johnson   | Estados Unidos | 193.06 | 66.99 (4)  | 126.07 (8)  |
| 9                 | Andrei Rogozine     | Canadá         | 186.90 | 58.73 (11) | 128.17 (7)  |
| 10                | Christopher Berneck | Alemanha       | 175.86 | 60.52 (10) | 115.34 (10) |
| 11                | Brendan Kerry       | Austrália      | 168.72 | 64.82 (6)  | 103.90 (11) |
| 12                | Patrick Myzyk       | Polônia        | 147.53 | 51.46 (13) | 96.07 (12)  |
| 13                | Bela Papp           | Finlândia      | 140.17 | 51.52 (12) | 88.65 (13)  |

### Individual feminino
| Pos.              | Nome                  | Nacionalidade  | Pontos | PC         | PL         |
| ----------------- | --------------------- | -------------- | ------ | ---------- | ---------- |
| Medalha de ouro   | Gabrielle Daleman     | Canadá         | 165.59 | 59.38 (1)  | 106.21 (2) |
| Medalha de prata  | Angela Wang           | Estados Unidos | 163.68 | 56.38 (2)  | 107.30 (1) |
| Medalha de bronze | Julianne Séguin       | Canadá         | 158.99 | 54.18 (3)  | 104.81 (3) |
| 4                 | Anastasia Kononenko   | Ucrânia        | 126.02 | 44.30 (6)  | 81.72 (4)  |
| 5                 | Barbie Long           | Estados Unidos | 120.28 | 46.48 (4)  | 73.80 (6)  |
| 6                 | Beata Papp            | Finlândia      | 111.49 | 36.48 (10) | 75.01 (5)  |
| 7                 | Sonia Lafuente        | Espanha        | 110.78 | 37.10 (8)  | 73.68 (7)  |
| 8                 | Chloe Ing             | Singapura      | 110.42 | 38.48 (7)  | 71.94 (8)  |
| 9                 | Jennifer Parker       | Alemanha       | 106.99 | 36.63 (9)  | 70.36 (9)  |
| 10                | Frances Clare Untalan | Filipinas      | 106.92 | 45.18 (5)  | 61.74 (11) |
| 11                | Mary Ro Reyes         | México         | 95.25  | 30.14 (11) | 65.11 (10) |

### Duplas
| Pos.              | Nome                                  | Nacionalidade  | Pontos | PC        | PL         |
| ----------------- | ------------------------------------- | -------------- | ------ | --------- | ---------- |
| Medalha de ouro   | Meagan Duhamel / Eric Radford         | Canadá         | 203.16 | 68.92 (1) | 134.24 (1) |
| Medalha de prata  | Haven Denney / Brandon Frazier        | Estados Unidos | 167.28 | 51.66 (4) | 115.62 (2) |
| Medalha de bronze | Jessica Calalang / Zack Sidhu         | Estados Unidos | 156.46 | 59.02 (2) | 97.44 (3)  |
| 4                 | Natasha Purich / Andrew Wolfe         | Canadá         | 147.95 | 54.84 (3) | 93.11 (5)  |
| 5                 | Vanessa Grenier / Maxime Deschamps    | Canadá         | 145.00 | 47.66 (6) | 97.34 (4)  |
| 6                 | Vasilisa Davankova / Alexander Enbert | Rússia         | 142.60 | 51.50 (5) | 91.10 (6)  |
| 7                 | Brittany Jones / Joshua Reagan        | Canadá         | 127.24 | 39.92 (8) | 87.32 (7)  |
| 8                 | Caitlin Yankowskas / Hamish Gaman     | Reino Unido    | 119.71 | 46.08 (7) | 73.63 (8)  |
| 9                 | Narumi Takahashi / Ryuichi Kihara     | Japão          | 112.42 | 39.80 (9) | 72.62 (9)  |

### Dança no gelo
| Pos.              | Nome                                           | Nacionalidade    | Pontos | DC         | DL         |
| ----------------- | ---------------------------------------------- | ---------------- | ------ | ---------- | ---------- |
| Medalha de ouro   | Gabriella Papadakis / Guillaume Cizeron        | França           | 150.20 | 59.74 (1)  | 90.46 (1)  |
| Medalha de prata  | Piper Gilles / Paul Poirier                    | Canadá           | 142.52 | 53.42 (4)  | 89.10 (2)  |
| Medalha de bronze | Laurence Fournier Beaudry / Nikolaj Sørensen   | Dinamarca        | 131.62 | 53.34 (5)  | 78.28 (3)  |
| 4                 | Alexandra Paul / Mitchell Islam                | Canadá           | 130.70 | 55.30 (2)  | 75.40 (5)  |
| 5                 | Sara Hurtado / Adrià Díaz                      | Espanha          | 129.36 | 54.12 (3)  | 75.24 (6)  |
| 6                 | Nicole Orford / Thomas Williams                | Canadá           | 125.10 | 47.90 (6)  | 77.20 (4)  |
| 7                 | Anastasia Olson / Ian Lorello                  | Estados Unidos   | 116.48 | 47.48 (7)  | 69.00 (8)  |
| 8                 | Andréanne Poulin / Marc-André Servant          | Canadá           | 111.46 | 41.90 (10) | 69.56 (7)  |
| 9                 | Carter Marie Jones / Richard Sharpe            | Reino Unido      | 105.94 | 39.80 (11) | 66.14 (10) |
| 10                | Cortney Mansour / Michal Češka                 | República Tcheca | 105.62 | 43.42 (8)  | 62.20 (11) |
| 11                | Celia Robledo / Luis Fenero                    | Espanha          | 104.20 | 36.74 (13) | 67.46 (9)  |
| 12                | Alissandra Aronow / Collin Brubaker            | Estados Unidos   | 103.56 | 42.48 (9)  | 61.08 (12) |
| 13                | Pilar Maekawa Moreno / Leonardo Maekawa Moreno | México           | 99.22  | 39.78 (12) | 59.44 (13) |
| 14                | Tatiana Kozmava / Aleksandr Zolotarev          | Geórgia          | 91.20  | 34.16 (14) | 57.04 (14) |

## Quadro de medalhas
| Ordem | País           | Medalha de ouro | Medalha de prata | Medalha de bronze |    | Ordem por total |
| ----- | -------------- | --------------- | ---------------- | ----------------- | -- | --------------- |
| 1     | Canadá         | 2               | 2                | 2                 | 6  | 1               |
| 2     | Estados Unidos | 1               | 2                | 1                 | 4  | 2               |
| 3     | França         | 1               |                  |                   | 1  | 3               |
| 4     | Dinamarca      |                 |                  | 1                 | 1  | 3               |
| TOTAL | TOTAL          | 4               | 4                | 4                 | 12 | —               |